# Itzehoer Störlauf

Logo des Itzehoer Störlaufs

Der Itzehoer Störlauf ist ein Volkslauf in Itzehoe, der seit 2000 jährlich im Mai stattfindet. Veranstalter sind die beiden Sportvereine MTV Itzehoe und ETSV Gut Heil Itzehoe, die 2010 zum SC Itzehoe fusioniert haben. Im Programm sind auf nach DLV-Richtlinien vermessenen Strecken Halbmarathon, 10 km, 5 km und 2 km, wobei die beiden 5 km Distanzen auch für Walker angeboten werden.
Die Strecken verlaufen durch die von der Stör durchflossene Landschaft östlich von Itzehoe. Die 5-km- und die 2-km-Strecke sind  Wendepunktkurse, die 10-km- und die Halbmarathonstrecke sind große Rundkurse.

## Finisher 2016
- Halbmarathon: 568 (436 Männer und 132 Frauen)
- 10 km: 1045 (710 Männer und 335 Frauen)
- 5 km:   2198 (1170 Männer und 1028 Frauen)
- 2 km:   334 (188 Männer und 146 Frauen)
- 5 und 10 km Walken  245 Gesamtteilnehmer

## Bilder 2015

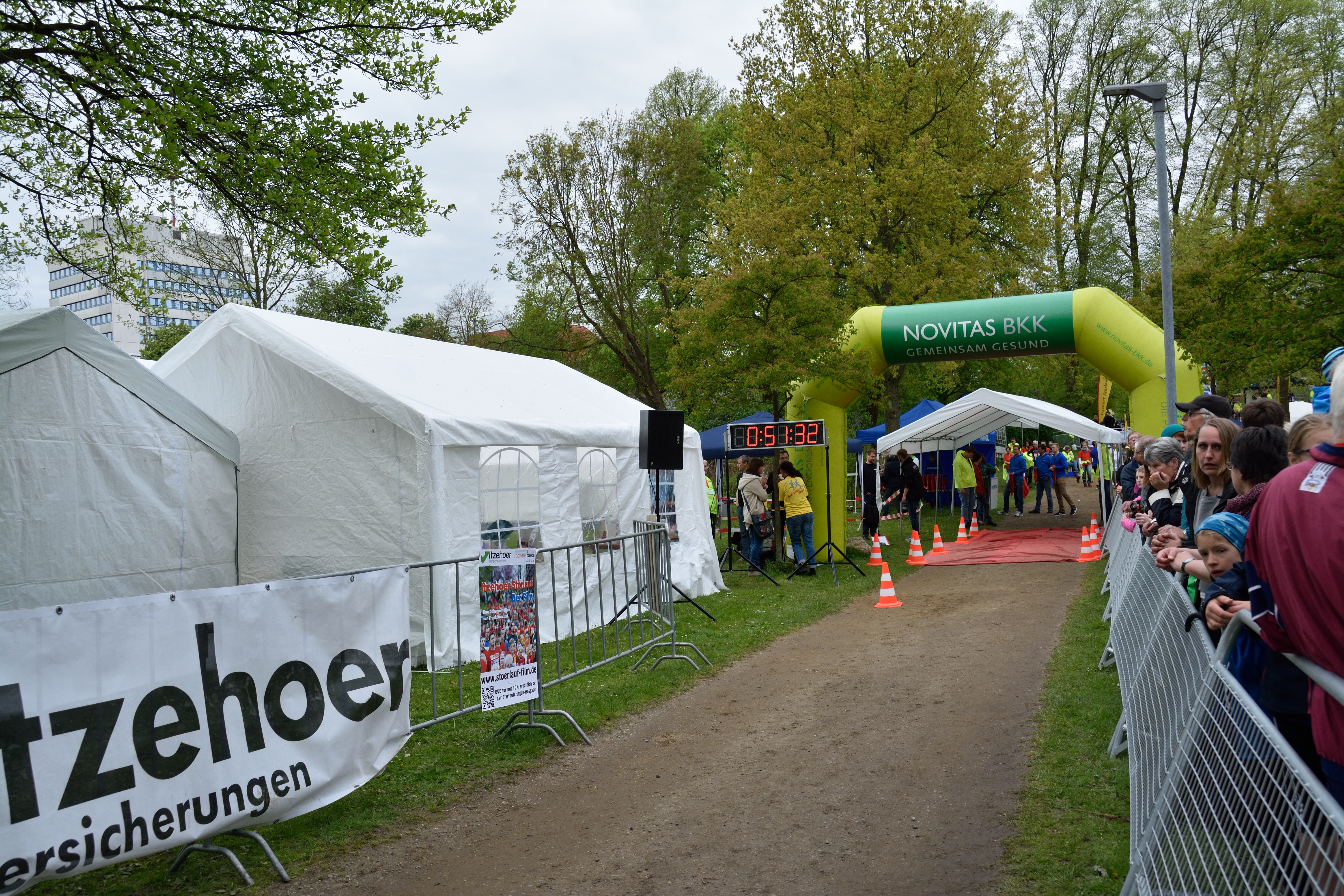
Zieleinlauf
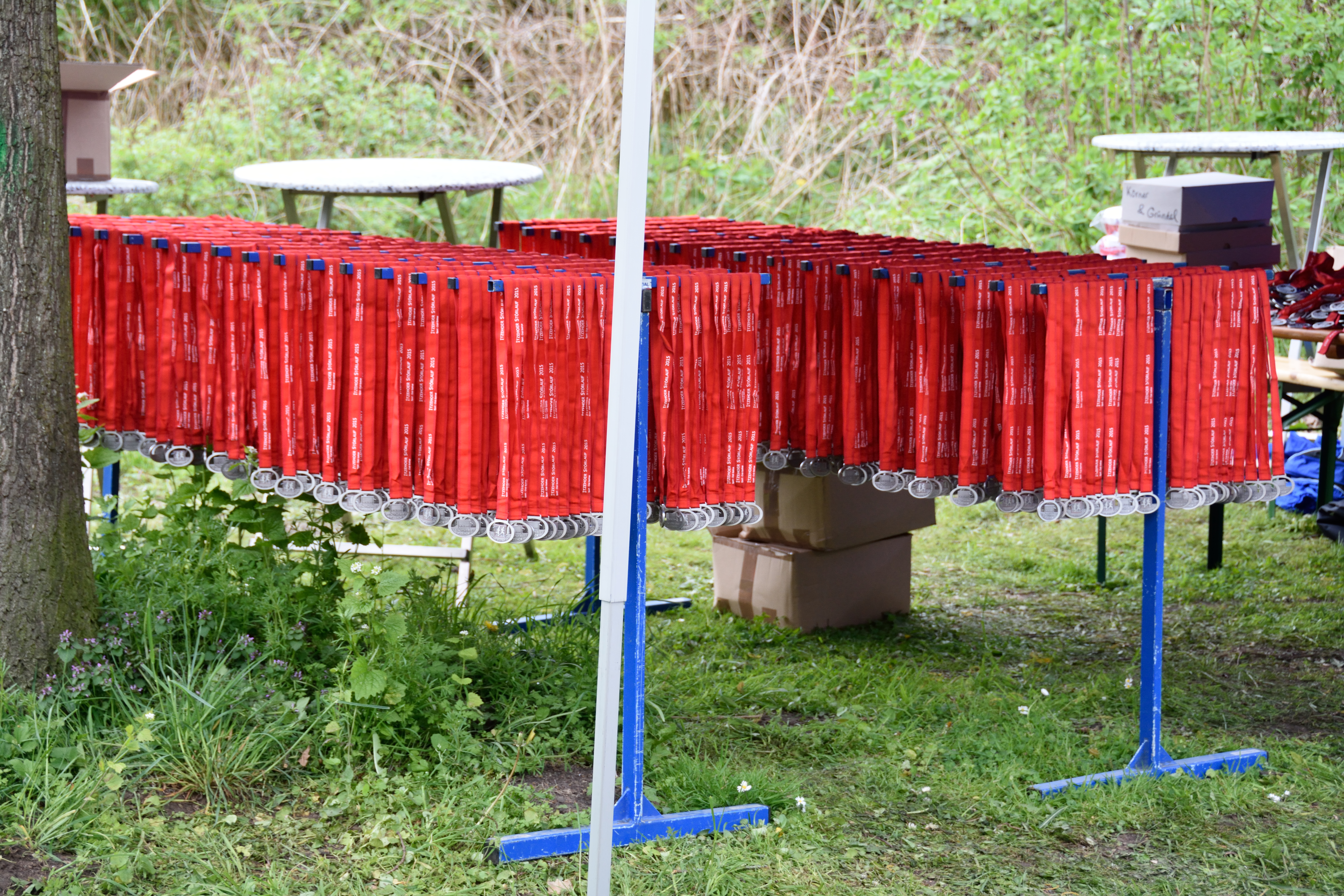
Medaillen
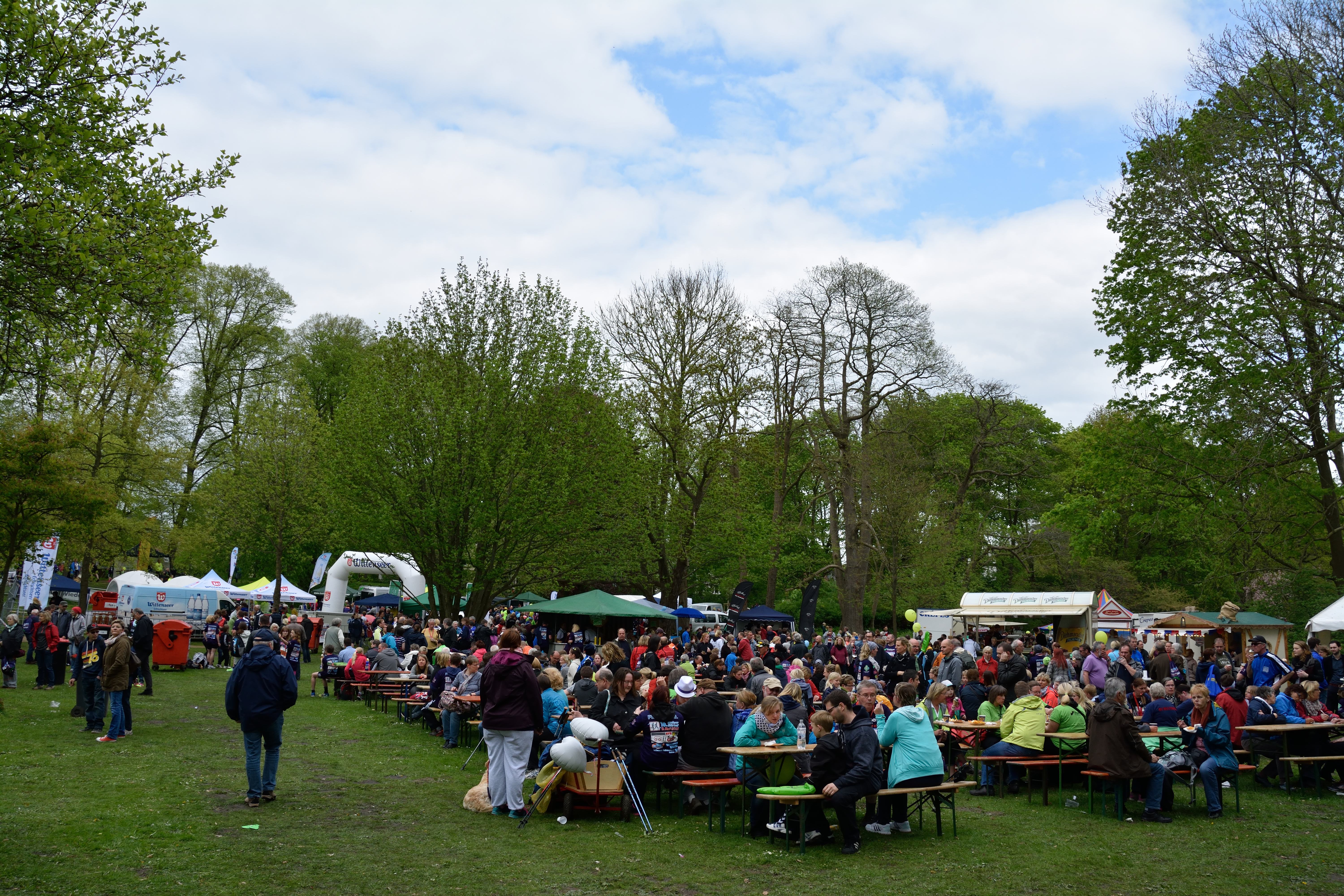
Impression vom Gelände